# Dreifaltigkeitskapelle (Koblenz-Süd)

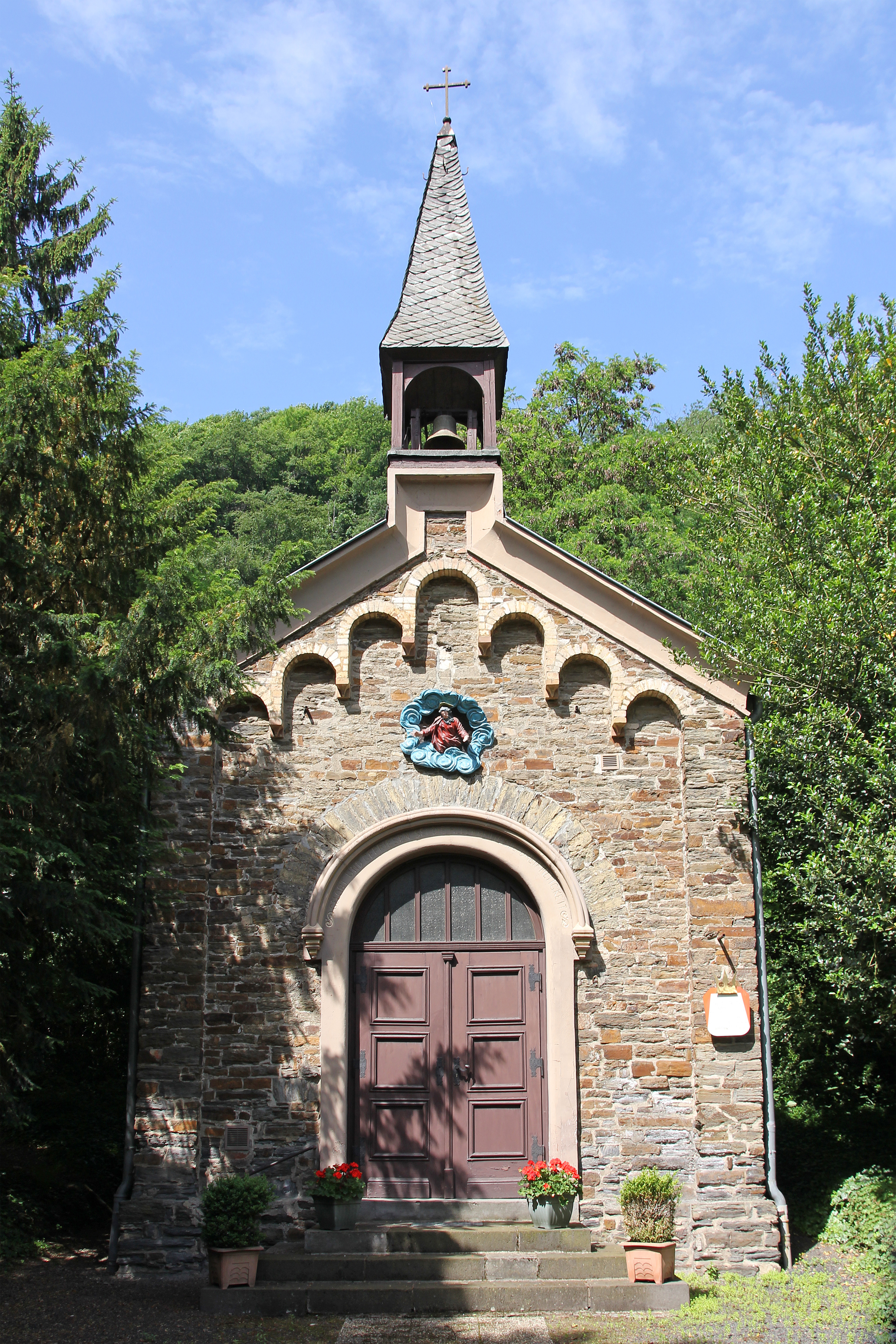
Die Dreifaltigkeitskapelle im Laubachtal in Koblenz

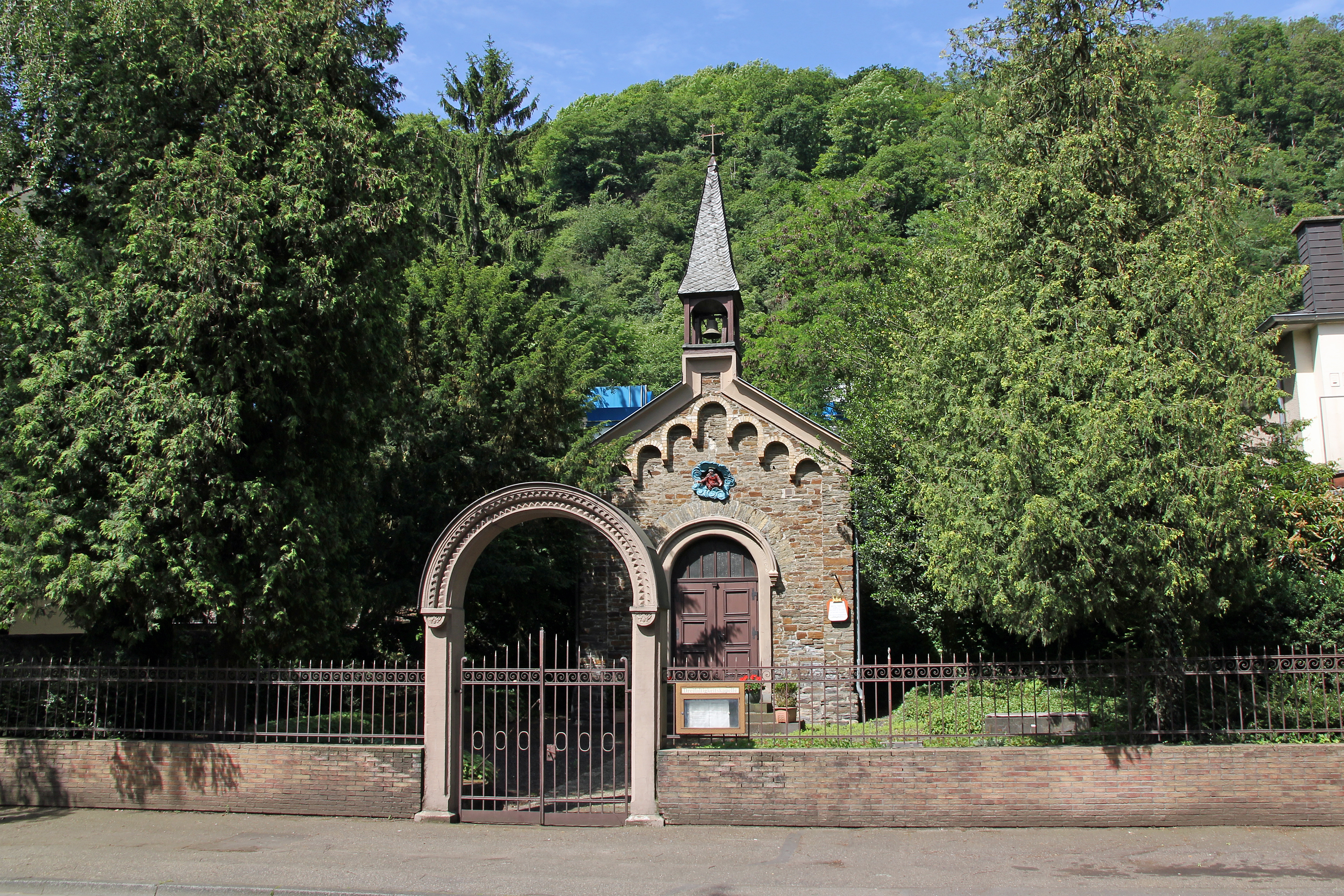
Die Kapelle mit dem Vorgartengitter und dem Rundbogenportal

Die Dreifaltigkeitskapelle ist eine katholische Kapelle in der Südlichen Vorstadt von Koblenz. Sie wurde 1848 für Kurgäste der benachbarten Kaltwasserheilanstalt Bad Laubach errichtet und trägt das Patrozinium der heiligen Dreifaltigkeit.

## Geschichte
Im Laubachtal entstand 1840–1843 die Kaltwasserheilanstalt Bad Laubach. Um den Kurgästen die Teilnahme an Gottesdiensten zu ermöglichen (die Koblenzer Pfarrkirchen und die Kirche in Kapellen-Stolzenfels waren recht weit entfernt), wurde in deren Nähe 1847/1848 vom Koblenzer Hofmaurermeister Johann Adam Dienz die Dreifaltigkeitskapelle errichtet. Sein Sohn berichtete Anfang des 20. Jahrhunderts, Dienz habe die Kapelle auf seine Kosten erbaut, um ein Gelöbnis anlässlich einer schweren Erkrankung seiner Frau einzulösen. Die Kapelle befand sich zunächst in seinem Privatbesitz und wurde später vom Besitzer der Kaltwasserheilanstalt erworben. Die Einweihung nahm Pastor Philipp Krementz am 18. Mai 1848 vor. Die Kaltwasserheilanstalt und die Kapelle wurden seelsorgerisch zunächst von einem Geistlichen betreut, der in dem Bad wohnte. Um 1870 kamen sie zur Pfarrei St. Kastor, nach dem Bau der Pfarrkirche St. Josefs 1913 zur Pfarrei der neuen Südlichen Vorstadt.
Nach der Auflösung der Kaltwasserheilanstalt 1902 verfielen Bad und Kapelle, die daraufhin auch geschlossen werden musste. Schließlich waren sogar das Dach und die Decke im Inneren eingestürzt. Laubacher Bürger gründeten einen Bauverein zur Sanierung der Dreifaltigkeitskapelle. Der erste Gottesdienst konnte am 13. Mai 1913 wieder in der Kapelle gehalten werden.
Bei den Luftangriffen auf Koblenz im Zweiten Weltkrieg brannte die Kapelle 1944 aus. Die Wiederherstellung dauerte bis 1951. Eine Innenrenovierung fand 1975 statt.

## Bau und Ausstattung
Die Dreifaltigkeitskapelle steht gegenüber der Straße nach hinten versetzt und ist aus städtebaulichen Gründen nach Westen ausgerichtet. Das Vorgartengitter von 1913 hat als Eingang ein steinernes Rundbogenportal. Der Saalbau aus unverputztem Bruchstein besitzt einen 3/8-Chorabschluss. Auf der Seite des Portals befindet sich über dem Giebel auf dem schiefergedeckten Satteldach ein offener Dachreiter. Die Fassaden sind durch Eck- und Wandlisenen, die untereinander durch Rundbogenfriese aus roten Ziegeln verbunden sind, gegliedert. In der Apsis ist ein Rundbogenfenster und auf den beiden Langseiten ist je ein Kreisfenster eingebaut. Im Gewände aus Sandstein ist über dem Portal die folgende Inschrift angebracht: „Gelobt und gepriesen sei die allerheiligste Dreifaltigkeit.“
Der Innenraum ist nach der Restaurierung von 1975 völlig schmucklos gehalten. In der Kapelle befindet sich eine geschnitzte Holztafel mit den Namen von 44 Laubacher Bürgern, die im Zweiten Weltkrieg ums Leben kamen.

## Denkmalschutz
Die Dreifaltigkeitskapelle ist ein geschütztes Kulturdenkmal nach dem Denkmalschutzgesetz (DSchG) und in der Denkmalliste des Landes Rheinland-Pfalz eingetragen. Sie liegt in Koblenz-Südliche Vorstadt in der Laubach 54.
Seit 2002 ist die Dreifaltigkeitskapelle Teil des UNESCO-Welterbes Oberes Mittelrheintal.